# 沙巴長臂鯿
沙巴長臂鯿（學名：Ballerus sapa）為輻鰭魚綱鯉形目雅羅魚科長臂鯿屬的其中一種，分布於歐亞大陸多瑙河、第聶伯河、聶伯河、頓河、窩瓦河、烏拉河、庫邦河、卡馬河、維亞特卡河與捷列克河淡水、半鹹水流域，體長可達35公分，棲息在水流湍急的河川底中層水域，以浮游生物為食，夜間活動，半溯河種群在黑海周圍河口的大型鹹水棲息地覓食，在礫石底部或淹沒的植被上快速流動的水中大量聚集產卵，可做為食用魚。

## 扩展阅读
維基物種上的相關：沙巴長臂鯿